# ما دوانبین
ما دوانبین (انگلیسی: Ma Duanbin؛ زادهٔ ۲۸ مارس ۱۹۹۰) جودوکار اهل چین است. وی در بازی‌های المپیک تابستانی ۲۰۱۶ شرکت کرده‌است.